# 살루초 변경백국
살루초 변경백국(Marchesato di Saluzzo)은 프랑스와 알프스산맥에 있는 피에몬테 일대에 있었던 옛 이탈리아의 국가이다.

## 변경백국의 영역
살루초 변경백국은 쿠에노와 토리노현의 일부를 차지하고 있었으며, 가끔은 오늘날 프랑스에도 그들의 영지가 있었다. 하지만 살루초 변경백국의 역사상 지역은 스튀라에서 포강과 알프스산맥 사이 지역들이다. 살루초를 통치했던 델 바스토 가문은 여러 결혼을 통해서 리구리아와 이탈리아에 다른 지역들도 소유하고 있었지만, 그것들을 살루초의 영지로 합병시킨 적은 없었다. 아마 사보이아의 접근이 없었더라면, 살루초는 피에몬테의 다른 지역들을 정복할 수 있었을 것이며, 이탈리아의 주요 시뇨리아 중 하나로 올라갔을 것이다.

## 델 바스토 가문의 정부
리구리아의 오래된 귀족 가문인 델 바스토 가문은 벤티밀리아 지역 주변에 위치했었다. 그들 가문은 올데리코 만프레디 2세 때 보니파초 델 바스토가 변경백으로서 영지를 양도받으며, 벤티밀리아의 주인이 되었다. 그의 장자인 만프레도 1세가 이를 계승하였다. 그 순간부터 델 바스토 가문은 피에몬테 지역의 변경백작이 되었다.
만프레도 2세는 사보이아와의 전쟁을 통해서 영토를 늘리려고 하였다. 만프레도 사망 후, 그의 미망인 알라시아가 사보이아에 공물을 1년씩 받치게 되었고, 이 공물로 인해 사보이아는 후국에 지배권 주장 관계를 설립하였고 미약했던 후작들에게 끊임없이 충돌을 일어나게 하였다.

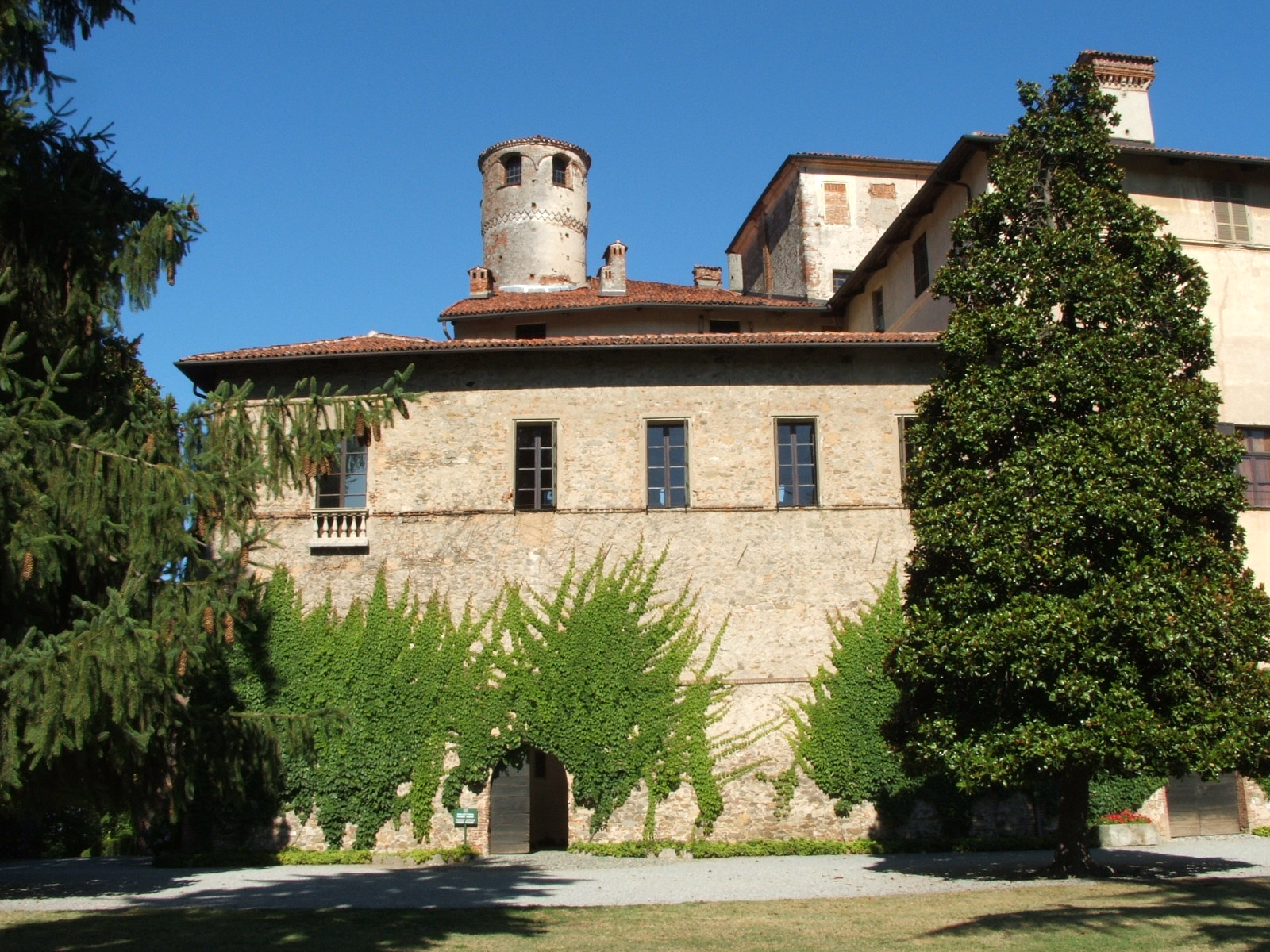
살루초의 군주들의 옛 재산인 카스텔로 델라 만타

살루초 변경백국은 15세기 루도비코 1세와 루도비코 2세 하에서 최고의 전성기에 도달했다. 루도비코 1세는 중립 정책을 통해 중재자 역을 수행하며, 신성 로마 제국 황제와 프랑스 국왕에게 극찬을 받았었으며, 후자는 전장에서 국가의 영광을 기대했지만, 끊임없는 패배를 당하며, 변경백국의 영광도 시작과 함께 막을 내렸다. 하지만 그의 통치 시기 살루초와 도피네, 프로방스를 연결하는 안전 도로였던 부코 디 비소인 최초의 알프스 터널을 만드는 등 무역 계발에 신경을 썼다.
하지만 그가 사망하자, 그의 자식들은 왕좌를 차지하기 위해 싸움을 벌이며, 토지는 황폐화되고 재정은 고갈되어갔다. 이미 싸움이 끝났을 때는 너무 늦어, 프랑스의 시선이 살루초에 향해있었고, 절차를 걸쳐 마지막 변경백인 가브리엘을 폐위시키고 프랑스 왕국에 합병시켰다. 살루초는 반 세기 동안 프랑스의 영토가 되었다가 1601년에 리옹 조약으로 사보이아의 영역이 되었다.

## 같이 보기
- 살루초
- 살루초 후작 목록
- 사보이아 백국
- 사보이아 공국
- 피에몬테
- 쿠네오현